# Incisor Ridge
Incisor Ridge är en bergstopp i Antarktis. Den ligger i Östantarktis. Nya Zeeland gör anspråk på området. Toppen på Incisor Ridge är 1 841 meter över havet, eller 41 meter över den omgivande terrängen. Bredden vid basen är 2,1 km. Incisor Ridge ingår i Molar Massif.
Terrängen runt Incisor Ridge är huvudsakligen kuperad. Trakten är obefolkad. Det finns inga samhällen i närheten. 